# الأمس واليوم وغدا (فلم)
الأمس واليوم وغدًا (بالإنجليزية: Yesterday, Today and Tomorrow) هو فيلم كوميدي تم إنتاجه في إيطاليا وصدر في سنة 1963. الفيلم من إخراج فيتوريو دي سيكا وكتابة ألبيرتو مورافيا.

## بطولة
- صوفيا لورين
- مارسيلّو ماسترويانّي

## الميزانية والإيرادات
حقق أرباحا تقدر بـ 10 ملايين دولار (A).

### ترشيحات وجوائز
| السنة | الحدث  | الفئة           | النتيجة  |
| ----- | ------ | --------------- | -------- |
|       | أوسكار | أفضل فيلم أجنبي | فـــــوز |

## وصلات خارجية
- مقالات تستعمل روابط فنية بلا صلة مع ويكي بيانات

1. ↑  "معلومات عن الأمس واليوم وغدا (فيلم) على موقع ui.eidr.org". ui.eidr.org. مؤرشف من الأصل في 2019-12-11.
2. ↑  "معلومات عن الأمس واليوم وغدا (فيلم) على موقع omdb.org". omdb.org. مؤرشف من الأصل في 2019-12-11. {{استشهاد ويب}}: |archive-date= / |archive-url= timestamp mismatch (مساعدة)
3. ↑  "معلومات عن الأمس واليوم وغدا (فيلم) على موقع britannica.com". britannica.com. مؤرشف من الأصل في 2018-03-10.